# Paramitraceras granulatus
Paramitraceras granulatus is een hooiwagen uit de familie Stygnopsidae.